# Lissodendoryx stipitata
Lissodendoryx stipitata är en svampdjursart som först beskrevs av Arnesen 1903.  Lissodendoryx stipitata ingår i släktet Lissodendoryx och familjen Coelosphaeridae.
Artens utbredningsområde är Norge. Inga underarter finns listade i Catalogue of Life.